# Affaire Caroline Marcel
L’affaire Caroline Marcel est une affaire judiciaire datant de juin 2008 concernant Caroline Marcel, retrouvée morte sur les bords du Loiret, à Olivet, près d'Orléans.

## Résumé
Le 22 juin 2008, une mère de famille de 45 ans, Caroline Marcel, est retrouvée morte sur les bords du Loiret, à Olivet. Selon les constatations, après avoir été étranglée, son corps est jeté dans la rivière.

## Description
Caroline Marcel, née le 8 février 1963 à Montargis, est directrice adjointe de l'agence du Caisse d’épargne d'Olivet, mère de famille et propriétaire d'un pavillon dans la commune. Le soir de la fête de la musique, elle part après 20 heures pour faire son jogging sur les bords du Loiret et gare sa voiture sur un parking. Le 23 juin 2008, un marcheur découvre son corps plongé dans le  Loiret. Domiciliée à Olivet, divorcée et mère d’une petite fille, Caroline Marcel est étranglée, "pas à mains nues mais à l’aide d’un tissu," déclare, Isabelle Toulemonde, la procureure de l'époque.
L'étau se resserre plus d'une fois autour d'un suspect, connu pour des faits de viol commis en 2003 à Olivet, et qui habite justement dans le même quartier que la victime. Cependant, si ses recherches sur le web laissent deviner son goût prononcé pour des pratiques sexuelles particulièrement violentes, elles ne suffisent évidemment pas à faire de lui un coupable et les investigations permettent rapidement de l'exclure du faisceau des suspects. Dix ans après les faits, l'avocate des parents de la victime, Maître Chantal Bonnard, révèle que "des petites traces d'ADN ont été retrouvées." Malgré une demi-douzaine de gardes à vue, des auditions, des recoupements, plusieurs appels à témoin et un millier de procès-verbaux établis, la mort de Caroline Marcel demeure un mystère[réf. nécessaire].
En juin 2022, la juge d'instruction Nathalie Turquey à la tête du pôle « cold case » de Nanterre chez qui le dossier est transféré, ordonne le réexamen des scellés, ce qui permet de remonter la piste d'un suspect, notamment grâce à l’exploitation du matériel génétique.
En janvier 2024, le suspect, un homme de 33 ans, est interpellé à Pamiers, en Ariège. Âgé d’à peine 18 ans au moment des faits et connu pour une agression sexuelle commise en 2005 tandis qu'il était mineur, Stanislas A., nie son implication au cours de sa garde à vue menée par les enquêteurs de la police judiciaire de Toulouse,. Il est mis en examen et placé en détention provisoire.

### Le suspect
Stanislas A. est actuellement sans emploi et père d'une fillette de 2 ans, et vit en concubinage. En 2008, alors qu'il est majeur, il travaille comme paysagiste à proximité du lieu du crime. Né dans la région, il est en famille d'accueil chez son employeur après avoir passé du temps dans plusieurs foyers. Il est déjà connu des services de police pour son implication dans une affaire d'agression sexuelle sur une fillette en 2005 à l'âge de 15 ans. De plus, il est condamné en 2006 pour l'agression sexuelle d'une jeune femme, ce qui l'a conduit à être inscrit au Fichier judiciaire automatisé des auteurs d'infractions sexuelles ou violentes.

## Autres

### Documentaires télévisés
- 2022 : Appel à témoins sur M6[7]